# Mara Cruz
Mara Cruz, nombre artístico de María Isabel Palomo González, (Madrid, 24 de marzo de 1941) es una actriz de cine y televisión española.

## Biografía
Cursó bachillerato y, posteriormente, danza bajo las órdenes de Laura de Santelmo y declamación en el Conservatorio de Madrid, al igual que música y ballet. Posteriormente estudió en el Instituto de Investigaciones y Experiencias Cinematográficas (IIEC) en su Madrid natal. Su carrera cinematográfica que abarca desde 1957 a 1976 consta de un total de 32 películas. Su faceta como actriz televisiva fue más modesta, destacando su aparición en la serie Los Paladines (1972) y en obras de teatro televisado en programas como Primera fila, Estudio 1 o Gran Teatro.

## Filmografía completa
- Madrugada (1957)
- La rebelión de los gladiadores (1958)
- Caravana de esclavos (1958)
- Los italianos están locos (1958)
- El pasado te acusa (1958)
- En las ruinas de Babilonia (1959)
- Duelo en la cañada (1959)
- Pasa la tuna (1960)
- Siempre es domingo (1961)
- Tres de la Cruz Roja (1961)
- Hipnosis (1962)
- Le Tueur à la rose rouge (1962)
- Los derechos de la mujer (1963)
- El escándalo (1964)
- Cerrado por asesinato (1964)
- El pecador y la bruja (1964)
- Johnny West (1965)[2]
- Las siete magníficas (1966)[3]
- Dos cruces en Danger Pass (1967)
- Encrucijada para una monja (1967)
- Los 7 de Pancho Villa (1967)
- Operación cabaretera (1967)
- El tesoro de Makuba (1967)
- Cuidado con las señoras (1968)
- Santo frente a la muerte (1969)
- S.O.S. invasión (1969)
- Con ella llegó el amor (1970)
- Les Charlots font l'Espagne (1972)
- Disco rojo (1973)
- Con la música a otra parte (1974)
- El misterio de la perla negra (1976)
- Imposible para una solterona (1976)